# الأراضي الشرقية السابقة لألمانيا

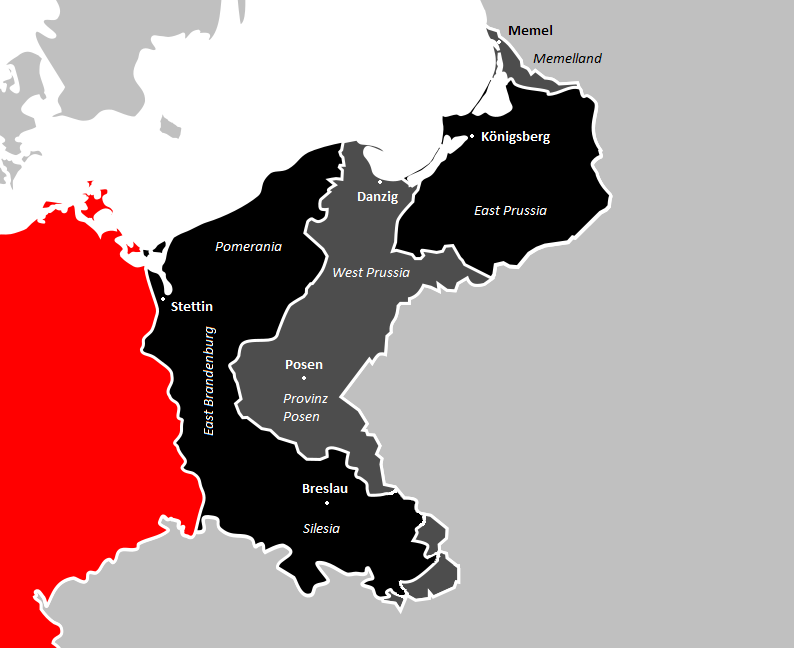
Territory lost after World War I

الأراضي الشرقية السابقة لألمانيا ((بالألمانية: Ehemalige deutsche Ostgebiete)) هي تلك المقاطعات أو المناطق الواقعة شرق الحدود الشرقية الحالية لألمانيا (خط أودر - نيس) التي فقدتها ألمانيا بعد الحرب العالمية الأولى ثم الحرب العالمية الثانية.
شملت الأراضي التي خسرتها ألمانيا في أعقاب الحرب العالمية الأولى مناطق ذات أغلبية بولندية عرقيًا، ولا سيما مقاطعة بوسن (بولندا الكبرى وكويايا)، ومعظم مقاطعة ويست بروسيا (انظر الممر البولندي)، وأعيد دمج سيليزيا الشرقية العليا مع بولندا،  بعد استقلال البلاد، وكذلك منطقة كلايبيدا المكتظة بالسكان الليتوانيين، والتي أصبحت جزءًا من ليتوانيا. شملت الأراضي الأخرى المفقودة بعد الحرب العالمية الثانية بروسيا الشرقية وFarther Pomerania ونويمارك وWest Upper Silesia وكل منطقة سيليزيا السفلى تقريبًا (باستثناء منطقة صغيرة شرق هويرسفيردا وما حولها). جميع الأراضي المفقودة في الحربين العالميتين تمثل 33٪ من مساحةالإمبراطورية الألمانية السابقة، في حين أن الأراضي التي تم التخلي عنها من قبل ألمانيا بعد الحرب العالمية الثانية شكلت ما يقرب من 25٪ من أراضي جمهورية فايمار قبل الحرب. في ألمانيا الحالية، يشير المصطلح عادة فقط إلى الأراضي التي فقدت في الحرب العالمية الثانية. سميت الأراضي التي حصلت عليها بولندا بعد الحرب العالمية الثانية بالأراضي المستردة. حكمت هذه الأراضي كجزء من بولندا من قبل سلالة Piast في العصور الوسطى العليا أو منذ ذلك الحين، باستثناء بروسيا التي كان يسكنها البروسيين القدامى وأصبحت تحت الحكم البولندي في أواخر العصور الوسطى، وأصبح معظمها ألمانيا خلال القرون الاحقة. أصبح جزءًا من بروسيا التاريخية جزءًا من الاتحاد السوفيتي باسم كالينينجراد أوبلاست، والآن داخل روسيا. تم طرد السكان الألمان من المناطق التي لم يفروا منها، مما ششكل الجزء الأكبر من الألمان المطرودين من أوروبا الشرقية.
تم الاعتراف بالحدود الألمانية ما بعد الحرب بين ألمانيا وبولندا على طول خط أودر-نيس رسمياً من قبل ألمانيا الشرقية في عام 1950، بموجب معاهدة زغورجيلتس، تحت ضغط من ستالين. في عام 1952، كان شرط ستالين الاعتراف بخط أودر-نيس كحد دائم لكي يوافق الاتحاد السوفيتي على إعادة توحيد ألمانيا (انظر ملاحظة ستالين). تم رفض العرض من قبل المستشار الألماني الغربي كونراد أديناور. كان الموقف الرسمي لحكومة ألمانيا الغربية آنذاك بشأن وضع الأراضي الشرقية السابقة لألمانيا شرق نهري أودر ونيس هو أن المناطق هذه كانت "تحت الحكم البولندي [أو السوفيتي] مؤقتًا. في الخرائط الرسمية التي تم إنتاجها في ألمانيا الغربية في الخمسينيات والستينيات، تم اعتبار حدود ألمانيا في 31 ديسمبر 1937 بأنها "لا تزال سارية في القانون الدولي".
في عام 1970، اعترفت ألمانيا الغربية بخط أودر-نيس باعتباره الحدود الغربية الفعلية لبولندا بموجب معاهدة وارسو؛ وفي عام 1973، أقرت المحكمة الدستورية الاتحادية بقدرة ألمانيا الشرقية على التفاوض على معاهدة زغورزيليك كاتفاق دولي ملزم كتعريف قانوني لحدودها. عند توقيع وثيقة هلسنكي الختامية في عام 1975، اعترفت كل من ألمانيا الغربية وألمانيا الشرقية بالحدود الحالية لأوروبا ما بعد الحرب، بما في ذلك خط أودر-نيس، كما هو صالح في القانون الدولي.
في عام 1990، وكجزء من إعادة توحيد ألمانيا، قبلت ألمانيا الغربية بنودًا في معاهدة التسوية النهائية فيما يتعلق بألمانيا حيث تخلت ألمانيا عن جميع المطالبات المتعلقة بالأراضي الواقعة شرق خط أودر-نيس. تمت المصادقة على اعتراف ألمانيا بخط أودر-نيس باعتباره الحدود من جانب ألمانيا الموحدة في معاهدة الحدود الألمانية البولندية في 14 نوفمبر 1990؛ وبإلغاء المادة 23 من القانون الأساسي لجمهورية ألمانيا الاتحادية التي بموجبها يمكن للدول الألمانية خارج الجمهورية الاتحادية التقدم بطلب للقبول سابقًا. مع هذا الإلغاء، تم إغلاق حدود ألمانيا بعد عام 1990 لمزيد من التوسع.

## استعمال

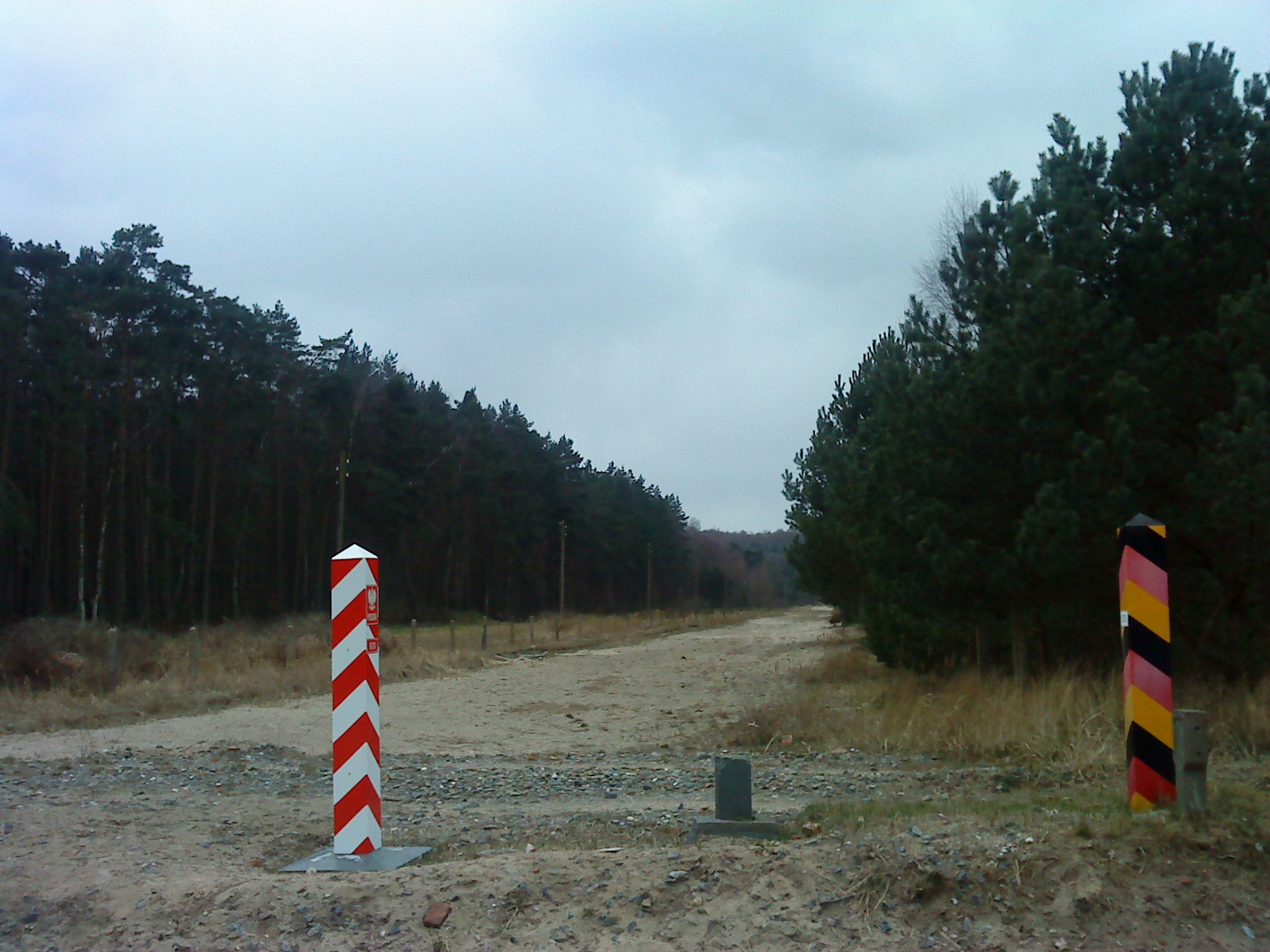
خط أودر-نايسه في يوزدوم

في اتفاقية بوتسدام، كان وصف المناطق المنقولة هو «الأراضي الألمانية السابقة شرق خط أودر-نايسه»، والتباديل في هذا الوصف هو الأكثر استخدامًا لوصف أي مناطق سابقة في ألمانيا شرق خط خط أودر-نايسه.
كان اسم ألمانيا الشرقية، وهو مصطلح سياسي، هو الاسم الإنجليزي العام لجمهورية ألمانيا الديمقراطية (GDR)، ويعكس المصطلح العام للغة الإنجليزية العامية لدولة ألمانيا الغربية الألمانية الأخرى. عند التركيز على الفترة التي سبقت الحرب العالمية الثانية، يتم استخدام «ألمانيا الشرقية» لوصف جميع المناطق الواقعة شرق جبال الألب (شرق إلبيا)، كما يتضح من أعمال عالم الاجتماع ماكس فيبر والمنظر السياسي كارل شميت،  ولكن بسبب التغييرات الحدودية في القرن العشرين، بعد الحرب العالمية الثانية، فإن مصطلح «ألمانيا الشرقية» وشرق ألمانيا باللغة الإنجليزية يعني إقليم الجمهورية الديمقراطية الألمانية.
في اللغة الألمانية، هناك مصطلح واحد، أوستدشلاند، يعني ألمانيا الشرقية أو شرق ألمانيا. لم يكتسب المصطلح الألماني الغامض إلى حد كبير الاستخدام السائد في GDR كما فعل المصطلح الإنجليزي. منذ إعادة التوحيد، تم استخدام Ostdeutschland بشكل شائع للدلالة على كل من جمهورية ألمانيا الديمقراطية التاريخية بعد الحرب، ونظيرتها في ألمانيا الموحدة. ومع ذلك، نظرًا لأن الأشخاص والمؤسسات في الولايات التي تُعتبر تقليديًا في ألمانيا الوسطى، مثل الولايات الجنوبية الثلاث الجديدة سكسونيا-أنهالت وساكسونيا الحرة وتورينغن الحرة، لا يزالون يستخدمون مصطلح ألمانيا الوسطى عند الإشارة إلى منطقتهم ومقاطعاتهم.

## التاريخ

### انتيك، العصور الوسطى والعصر الحديث في وقت مبكر

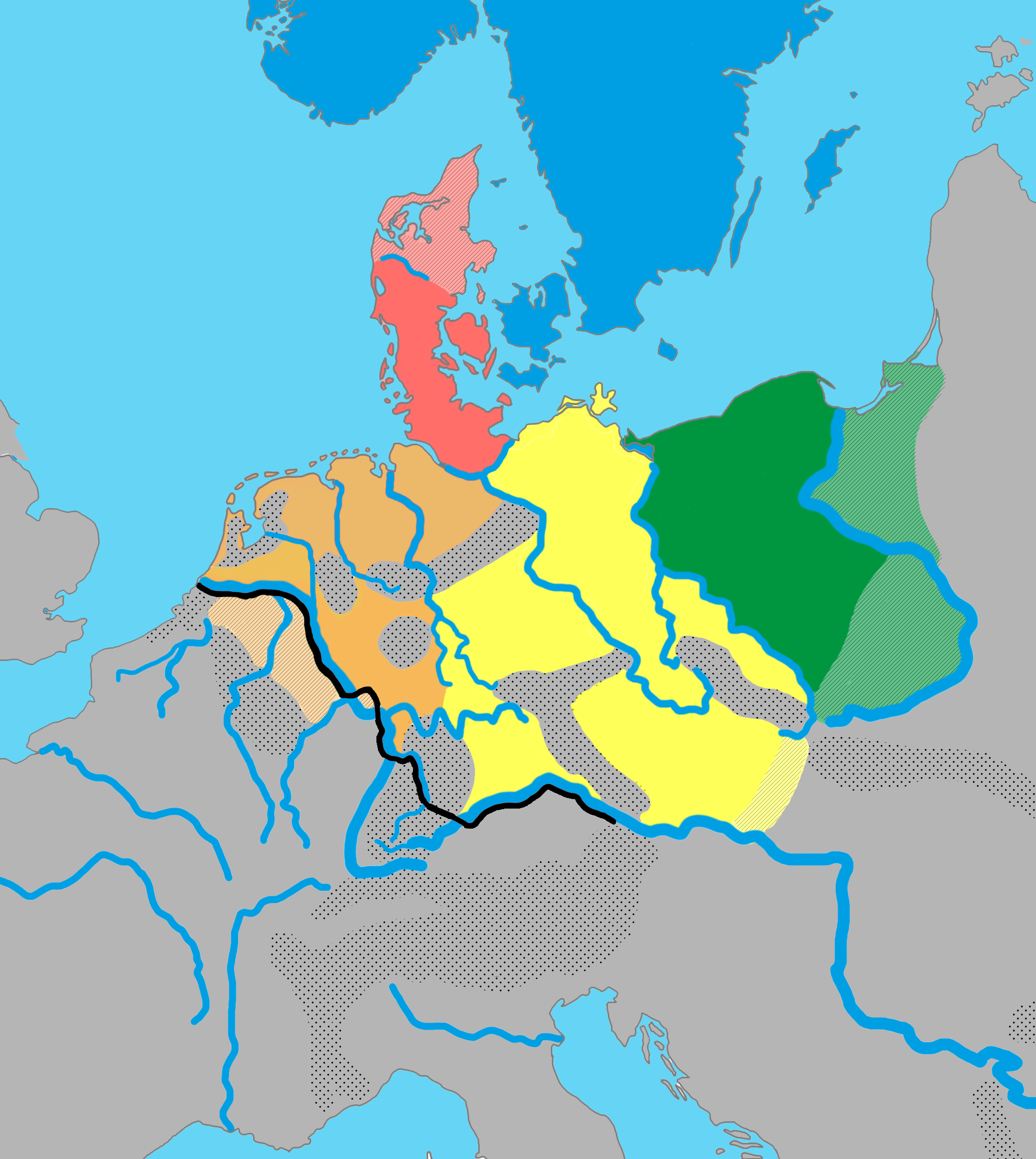
إحدى النظريات المقترحة لمجموعات اللهجة الجرمانية وتوزيعها التقريبي في شمال أوروبا حوالي عام 1 AD:

كما استقرت العديد من القبائل الجرمانية في منطقة وسط أوروبا، إلى الشرق، استوطنت العديد من القبائل السلافية الغربية معظم منطقة بولندا الحالية من القرن السادس. وحد دوق ميشكو الأول البولندي مختلف القبائل المجاورة في النصف الثاني من القرن 10، وشكيل أول دولة بولندية مسجلة تاريخيا. حدودها الدولة الألمانية، والسيطرة على المناطق الحدودية ستنقل جيئة وذهابا بين النظامين على مر القرون القادمة.

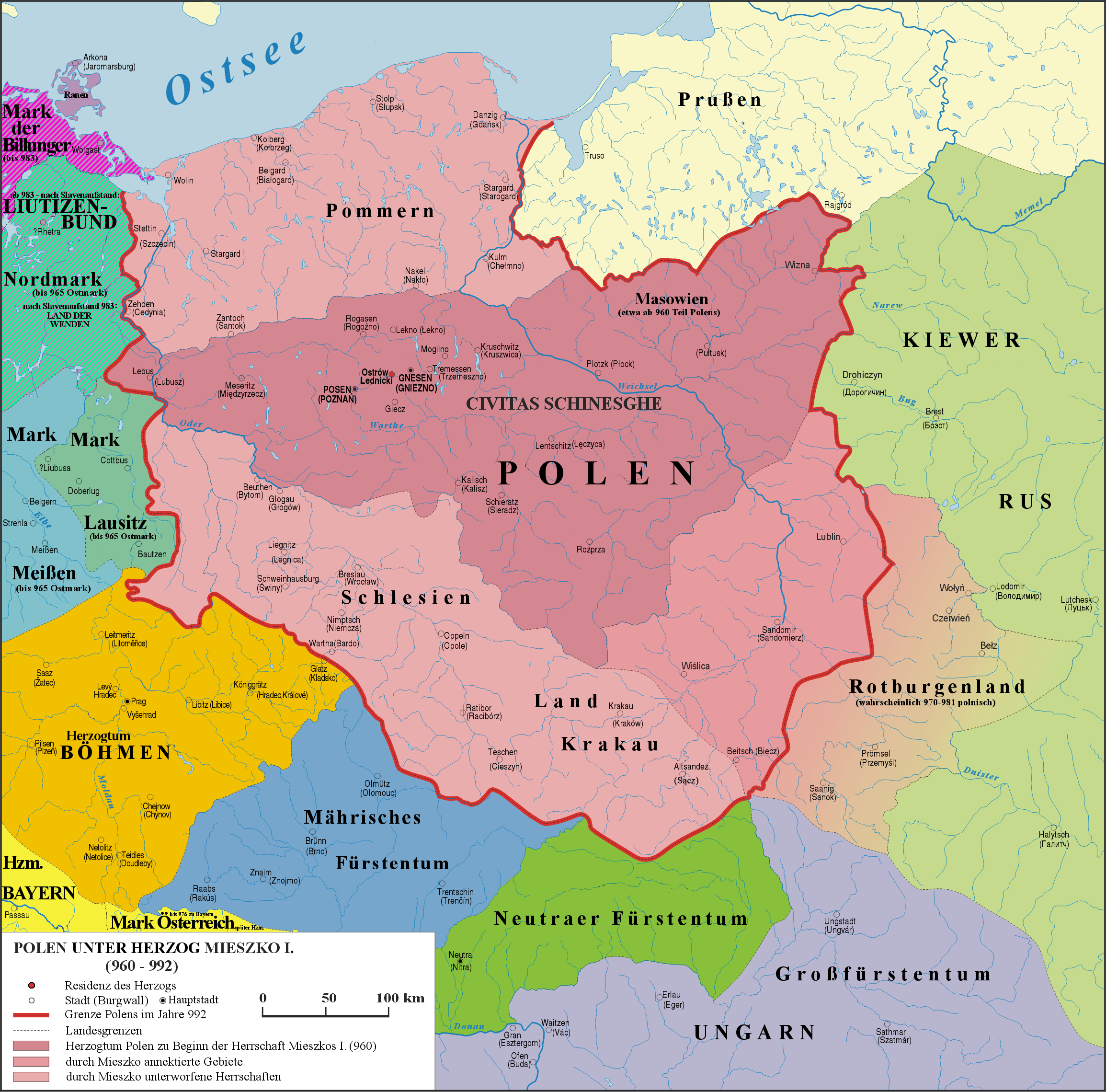
خريطة بولندا في عهد ميشكو الأول، الذي يعتبر منشئ الدولة البولندية (960-992)

نجل ميشكو الأول وخلفه، بوليسلاف الأول شروبري، أقام في 1018 سلام بوتسن وتوسع في الجزء الجنوبي من العالم، لكنه فقد السيطرة على أراضي بوميرانيا الغربية على ساحل بحر البلطيق. نجح بوليسلاف الأول أيضًا في تأسيس بنية كنيسة بولندية مع كبير أساقفة (Metropolitan See) في غنيزنو (Gniezno)، مستقلاً عن أبرشية ماغديبورغ الـألمانية (Archbishopric of Magdeburg)، الذي حاول ادعاء حقه في المناطق البولندية. خلال اجتماع غنيزنو (Congress of Gniezno) الشهير، حرر نفسه من التزامه للإمبراطورية الرومانية المقدسة وأخيرًا، توَّج نفسه عاهلاً في أوج حكمه، وهو أول حاكم بولندي يفعل ذلك بعد التمردات الوثنية والغزو البوهيمي، وحد ديوك كاسيمير ذا ريستور (حكم من 1040 إلى 1058) مرة أخرى معظم بياست السابقة، بما في ذلك سيليزيا ولوبوش لاند على طرفي نهر أودر الأوسط، ولكن دون بوميرانيا الغربية، التي أصبحت جزءًا من الدولة البولندية مرة أخرى في عهد بوليسواو رايموث من 1116 حتى 1121، عندما أنشأ بيت جريفينز النبيل دوقية بوميرانيا. بعد وفاة بوليسلاو في عام 1138، تعرضت بولندا لما يقرب من 200 عام من التفتت، حيث كان يحكمها أبناء بوليسلاو وخلفائهم، الذين كانوا في كثير من الأحيان في نزاع مع بعضهم البعض.

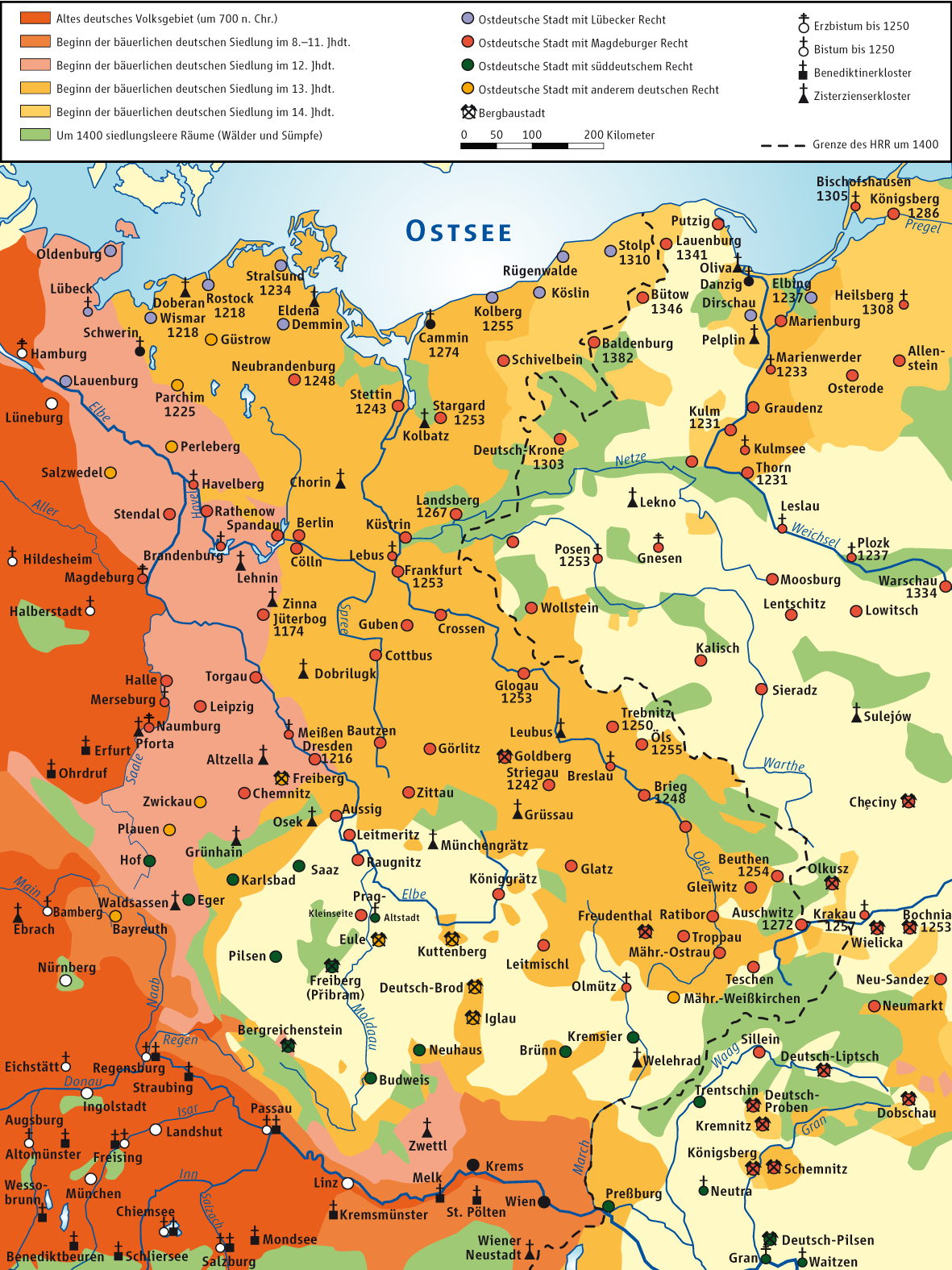
مراحل التوسع الألماني الشرقي، من القرن الثامن إلى الرابع عشر مقتبسة من والتر كون

في عام 1815، أنشأ مؤتمر فيينا الاتحاد الألماني (الألمانية: دويتشر بوند) كجمعية تضم 39 دولة ناطقة بالألمانية في أوروبا الوسطى. حدد هذا حدود ألمانيا لجزء كبير من القرن التاسع عشر؛ بما في ذلك بوميرانيا وشرق براندنبورغ وسيلسيا، ولكن باستثناء الأراضي الناطقة باللغة الألمانية في الجزء الشرقي من مملكة بروسيا (بروسيا الشرقية وبروسيا الغربية وبوسن)، وكذلك كانتونات سويسرا الألمانية، ومنطقة الألزاس الفرنسية.

#### كروا
في مطلع القرن العشرين كان هناك حوالي 14200 شخص فقط ناطق باللغة البولندية في مقاطعة بوميرانيا (في الشرق الأقصى من بوميرانيا بالقرب من الحدود مع بروسيا الغربية)، و300 شخص يستخدمون اللغة الكاشوبية (في بحيرة ليبا وبحيرة غارد)، يبلغ إجمالي عدد سكان المقاطعة حوالي 1.7 مليون نسمة.

#### غدانسك، لوبورك وبيتوف

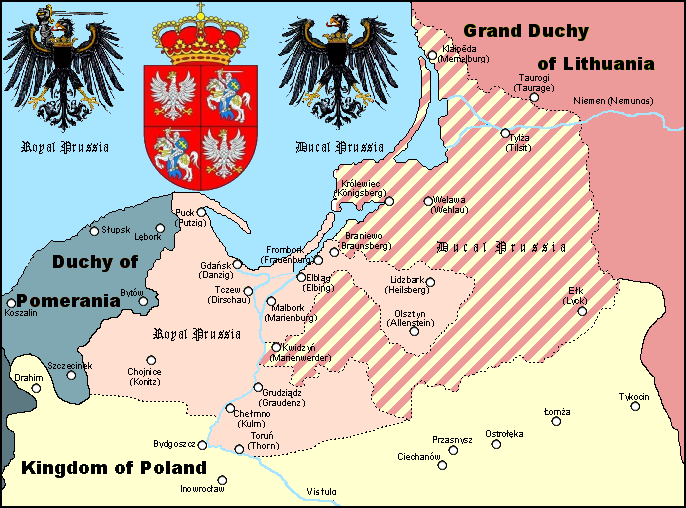
دوقية بروسيا (حتى عام 1525 إمارة نظام التيوتون) كإقطاعية لتاج المملكة البولندية 1466-1657

بعد استيلاء تيوتوني في عام 1308، تم ضم المنطقة إلىإمارة نظام التيوتون. في السلام الثاني لثورن (1466) أصبحت معظم المنطقة جزءا من بروسيا الملكية داخل مملكة بولندا، حيث بقيت حتى تم ضمها لمملكة بروسيا في تقاسم بولندا 1772 و1793. بعد أن استعادت بولندا استقلالها في عام 1918، أعيد دمج جزء كبير من بوميرليا مع بولندا باسم الممر البولندي، وهو جزء من مدينة دانزيغ الحرة في الاتحاد الجمركي مع بولندا، وبقيت أجزاء صغيرة داخل ألمانيا. تم إعادة دمج المنطقة بأكملها مع بولندا في عام 1945.

#### لوبوش لاند

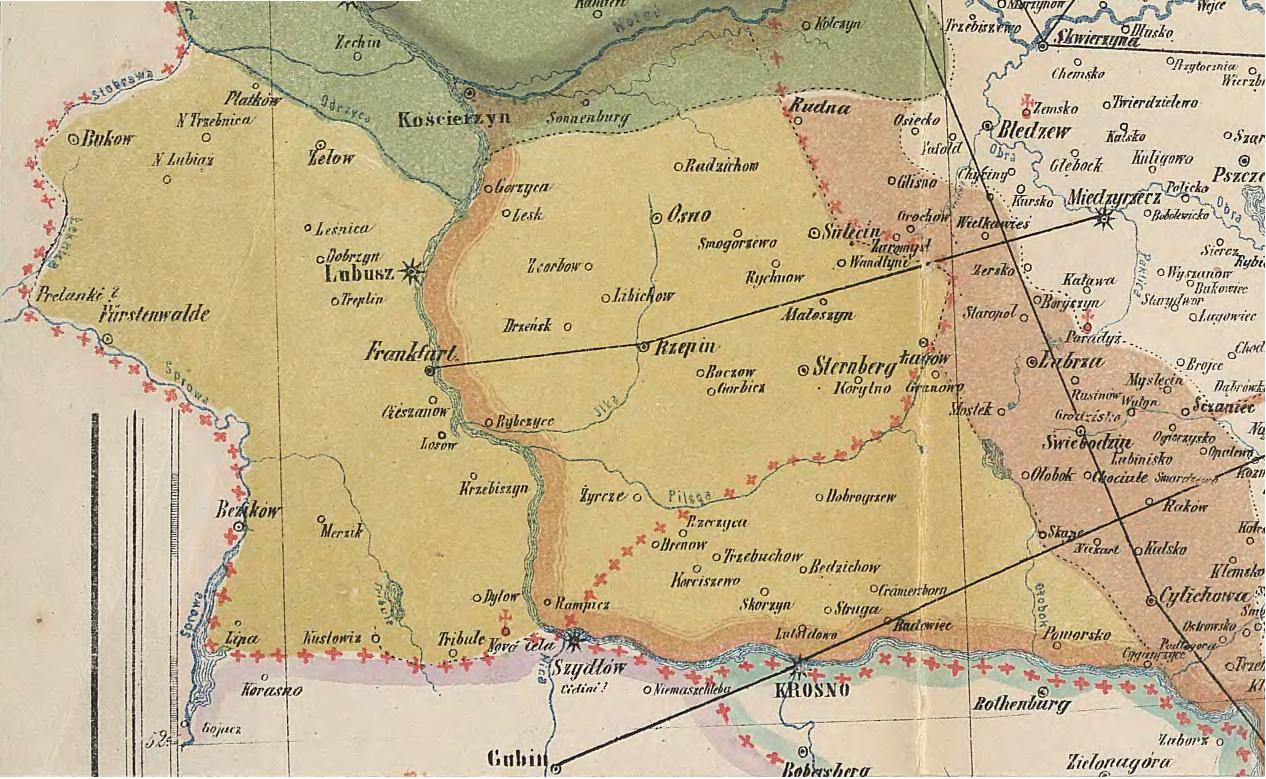
لوبوش لاند خلال فترة فاست (باللون الأصفر).

يعود تشكيل أرض لوبوش للقرون الوسطى على جانبي نهر أودر حتى سبري في الغرب، بما في ذلك لوبوش (ليبوس) نفسها، أيضًا جزءًا من عالم ميسكو. خسرت بولندا وبوش عندما باع دوق سيليزيا بولسو الثاني روغاتكا إلى مرغريفية براندنبورغ في 1249. كما استحوذ براندنبورغ على قلعة سانتوك ‏ من دوق برزيميوس الأول في بولندا الكبرى وجعلها نواة لمنطقة نيومارك («المسيرة الجديدة»). ظلت أسقفية ليبوس أحد أبرشيات جنيزنو حتى عام 1424، عندما وضع تحت سلطة رئيس أساقفة ماغدبورغ. كانت أرض لوبوش جزءًا من أراضي التاج البوهيمي (التشيكي) من 1373 إلى 1415. تضم محافظة لوبوش البولندية الحالية معظم أراضي نيومارك براندنبورغ السابقة شرق أودر.

#### أجزاء من بولندا الكبرى وكويافيا
كان جزء من الإقليم الشرقي السابق شرق أرض لوبوش قد شكل من قبل الأجزاء الغربية من مقاطعتي بومريليا وبولندا الكبرى البولندية (بولونيا مايور)، حيث فقد أمام بروسيا في القسم الأول (الأجزاء بوميرليان) والجزء الثاني (الباقي). خلال عصر نابليون، شكلت أراضي بولندا الكبرى جزءًا من دوقية وارسو، لكن بعد مؤتمر فيينا، استعادت بروسيا منها كجزء من دوقية بوسن الكبرى (بوزنان)، فيما بعد مقاطعة بوسن. بعد الحرب العالمية الأولى، كانت تلك الأجزاء من مقاطعة بوسن السابقة وبروسيا الغربية التي لم تتم استعادتها كجزء من الجمهورية البولندية الثانية تدار كجرينزمارك بوسن - ويستبروسن (مقاطعة بوسن - بروسيا الألمانية) حتى عام 1939.

#### سيليسيا

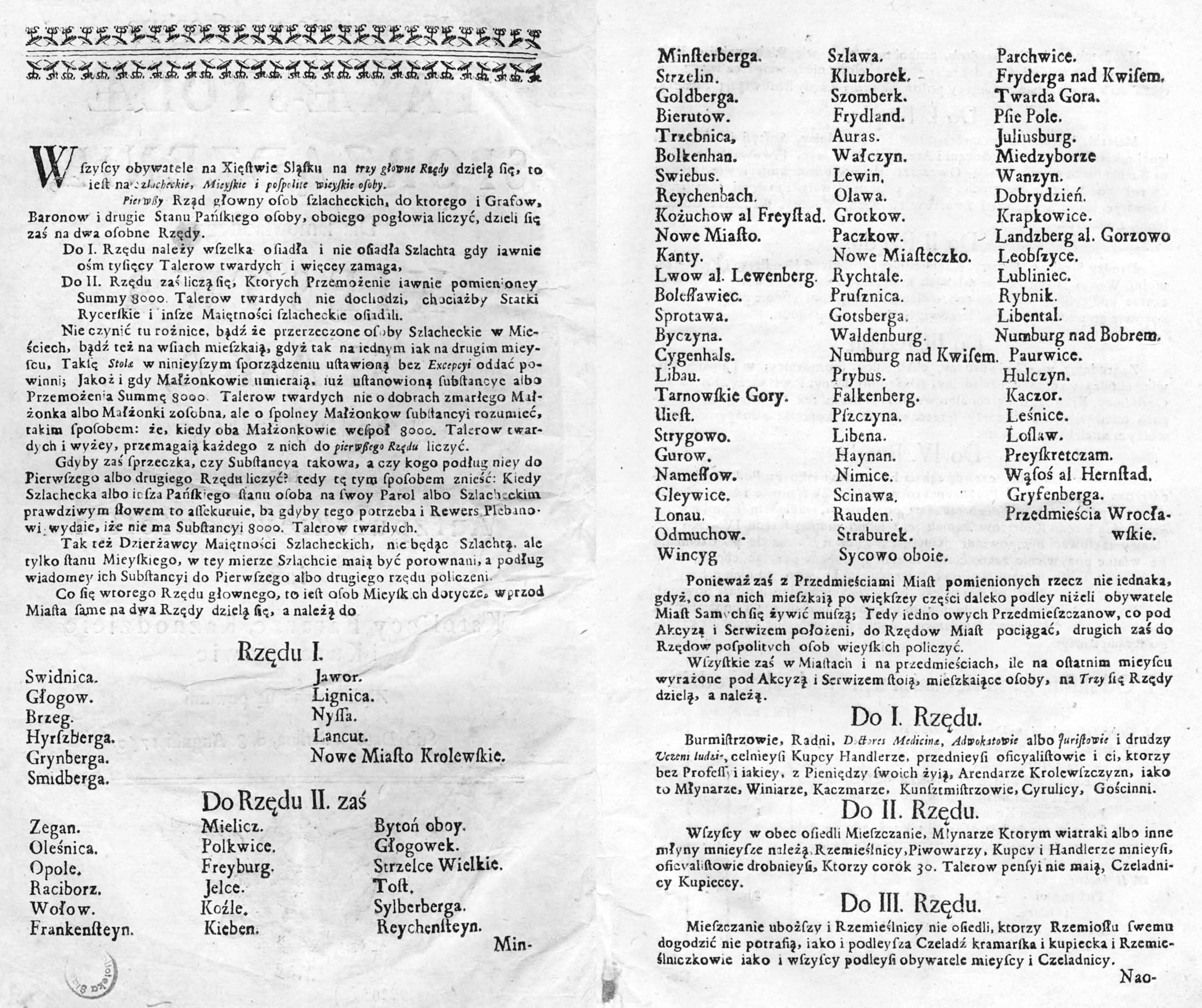
أسماء المدن البولندية في سيليزيا؛ من وثيقة رسمية بروسية عام 1750 نشرت في برلين خلال الحروب السليزية.

شكلت سيليزيا أيضًا جزءًا من بولندا منذ أن استمرت ميشكو الأول لبولندا ودوقات بياست في حكم سيليزيا في أعقاب تجزئة بولندا في القرن الثاني عشر. احتفظ قروش سيليزيا بالسلطة في معظم المنطقة حتى أوائل القرن السادس عشر، آخرهم (جورج ويليام، دوق ليجنيكا) ماتوا في عام 1675. بعد Piasts بعض سيليزيا السفلى وجدت نفسها مرة أخرى تحت الحكم البولندي في في منتصف القرن 17، عندما رهن هابسبورغ الدوقية لفاساس البولندية. ظلت أبرشية فروتسواف الكاثوليكية الرومانية، التي تأسست عام 1000 كواحدة من أقدم الأبرشيات في بولندا، مقراً لأساقفة جنيزنو حتى عام 1821.

وصل المستعمرون الألمان الأوائل في أواخر القرن الثاني عشر، وبدأ الاستيطان الألماني على نطاق واسع في أوائل القرن الثالث عشر في عهد هنري الأول  (دوق سيليزيا من 1201 إلى 1238 ومن بولندا بأكملها من 1232 إلى 1238). بعد عصر الاستعمار الألماني، كانت اللغة البولندية لا تزال مهيمنة في سيليزيا العليا وفي أجزاء من سيليزيا السفلى والوسطى إلى الشمال من نهر أودرا. هنا أصبح الألمان الذين وصلوا خلال العصور الوسطى مستعمرين في ‏ الغالب؛ سيطر الألمان في المدن الكبيرة والبولنديين معظمهم في المناطق الريفية. إن المناطق الناطقة بالبولندية في سيليزيا السفلى والوسطى، والتي توصف عادة حتى نهاية القرن التاسع عشر بالجانب البولندي، كانت معظمها من ألمانيا في القرنين الثامن عشر والتاسع عشر، باستثناء بعض المناطق الواقعة على الحدود الشمالية الشرقية. كانت المقاطعة تحت سيطرة مملكة بوهيميا في القرن الرابع عشر وكانت لفترة وجيزة تحت الحكم الهنغاري في القرن الخامس عشر. انتقل سيليزيا إلى مملكة هابسبورغ في النمسا في عام 1526، واحتل بروديك فريدريك الكبير معظمها في عام 1742. أصبح جزء من سيليزيا العليا جزءًا من بولندا بعد الحرب العالمية الأولى، لكن الجزء الأكبر من سيليزيا كان جزءًا من الأراضي المستعادة بعد عام 1945. 

#### وارميا وماشوريا
تشكل المناطق الشمالية من وارميا وماسوريا مناطق الأراضي الشرقية السابقة لألمانيا التي كانت إقطاعية بولندية. كانت هذه المناطق التي كان يسكنها في الأصل البروسيون القدامى الوثنيون، قد تم فتحها ودمجها في ولاية فرسان تيوتوني في القرنين الثالث عشر والرابع عشر. من خلال السلام الثاني للشوكة (1466)، مُنح Warmia للتاج البولندي كجزء من بروسيا الملكية، على الرغم من استقلاليته الكبيرة، في حين أصبحت مازوريا جزءًا من إقطاعية بولندية، كجزء من ولاية Teutonic، ومن عام 1525 كجزء العلمانية دوق بروسيا. سيطرت بروسيا بشكل مباشر على المنطقة في القسم الأول من بولندا (1772) وفي عام 1773 شملت المنطقة في مقاطعة بروسيا الشرقية المشكلة حديثًا. شكلت الجزء الجنوبي من المقاطعة بعد الحرب العالمية الأولى، لتصبح جزءًا من بولندا بعد الحرب العالمية الثانية، مع إعطاء بروسيا الشمالية الشرقية إلى الاتحاد السوفيتي لتشكيل كالينينغراد أوبلاست.

### تاسيس الإمبراطورية الألمانية، 1871

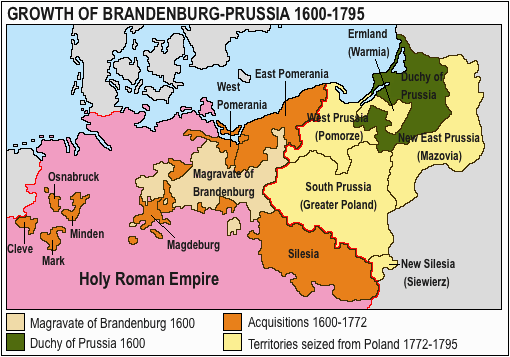
نمو براندنبورغ - بروسيا (1600 – 1795).

في وقت تأسيس الإمبراطورية الألمانية في عام 1871، كانت مملكة بروسيا هي أكبر جزء مهيمن في الإمبراطورية. شملت الأراضي البروسية شرق خط أودر-نيس غرب بروسيا وبوسن (التي اتخذتها بروسيا في القسمين الأولين من بولندا في القرن الثامن عشر)، وكذلك سيليزيا وشرق براندنبورغ وبوميرانيا. في وقت لاحق، ستتم تسمية هذه المناطق في ألمانيا باسم "Ostgebiete des deutschen Reiches" (الأراضي الشرقية للإمبراطورية الألمانية).

### معاهدة فرساي، 1919

خسارة الأراضي الألمانية بعد معاهدة فرساي

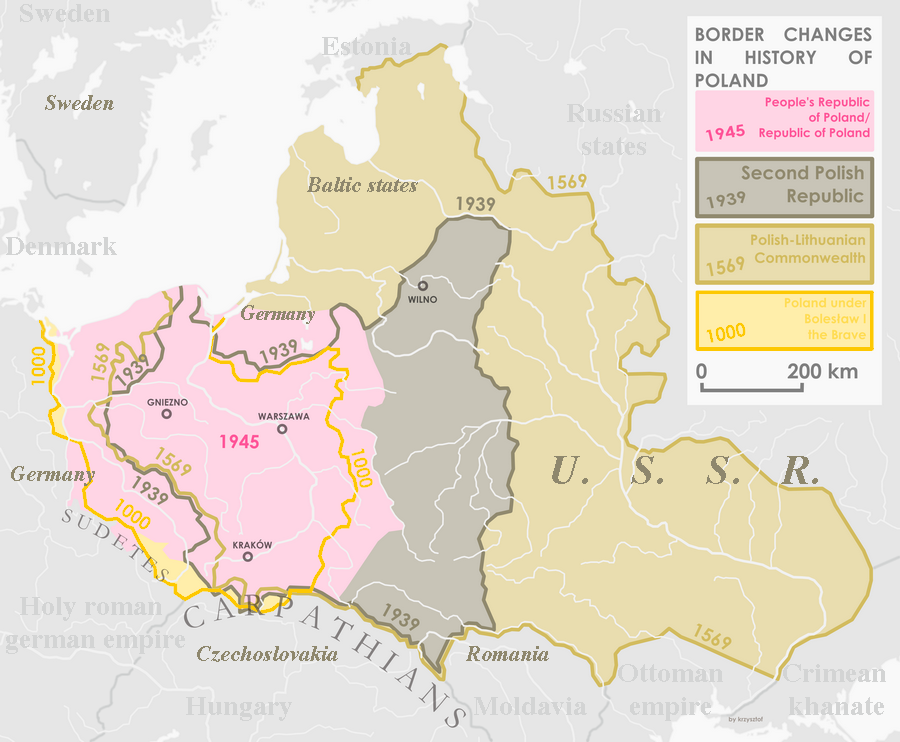
التغييرات الحدود في تاريخ بولندا

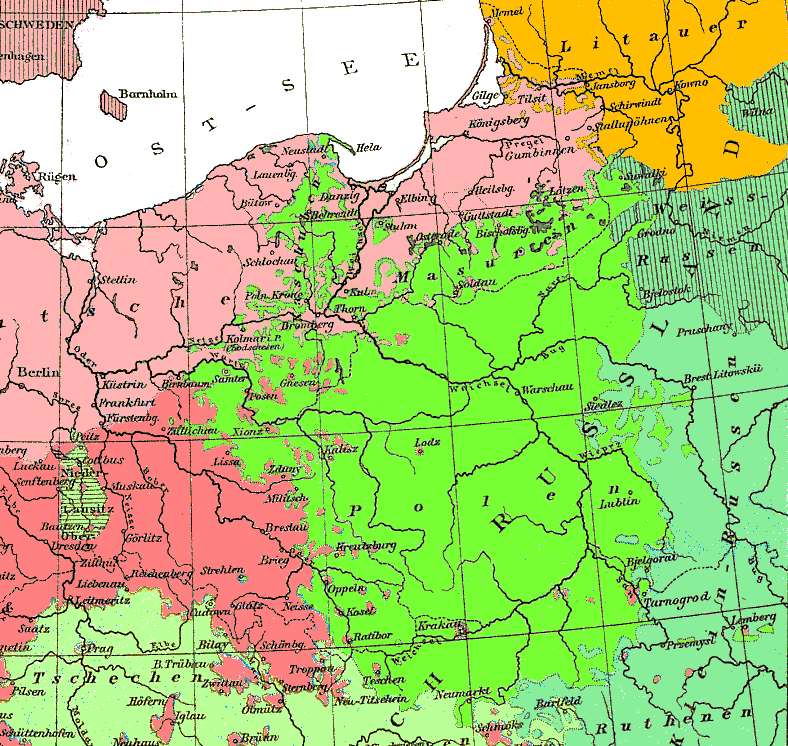
أطلس ألماني من عام 1880 يظهر انتشار اللغات.

استعادت معاهدة فرساي لعام 1919 التي أنهت الحرب العالمية الأولى استقلال بولندا، التي عرفت باسم الجمهورية البولندية الثانية، وأضرت ألمانيا للتنازل عن الأراضي، والتي اتخذتها بروسيا في الأجزاء الثلاثة من بولندا، كانت جزءا من مملكة بروسيا والإمبراطورية الألمانية في وقت لاحق لأكثر من 100 سنة. كانت الأراضي التي تم التنازل عنها لبولندا في عام 1919 هي تلك ذات الغالبية البولندية الواضحة، مثل مقاطعة بوسن والجزء الجنوبي من سيليزيا العليا وما يسمى الممر البولندي.

#### تقسيم المقاطعات الشرقية في ألمانيا بعد عام 1918
| من المقاطعة:                                     | المساحة في عام 1910 في كم 2 | حصة من الأرض | السكان في 1910 | بعد الحرب العالمية الأولى جزء من:             | Notes  |
| West Prussia                                     | 25,580 km2                  | 100%         | 1.703.474      | مقسمة بين:                                    |        |
| ------------------------------------------------ | --------------------------- | ------------ | -------------- | --------------------------------------------- | ------ |
| إلى بولندا                                       | 15,900 km2                  | 62%          | 57%            | Pomeranian Voivodeship                        | [ 16 ] |
| إلى مدينة دانزيغ الحرة                           | 1,966 km2                   | 8%           | 19%            | مدينة دانزيغ الحرة                            |        |
| إلى بروسيا الشرقية (داخل جمهورية فايمار ألمانيا) | 2,927 km2                   | 11%          | 15%            | منطقة بروسيا الغربية                          | [ 17 ] |
| إلى ألمانيا                                      | 4,787 km2                   | 19%          | 9%             | Posen-West Prussia                            | [ 19 ] |
| بروسيا الشرقية                                   | 37,002 km2                  | 100%         | 2.064.175      | مقسمة بين:                                    |        |
| إلى بولندا                                       | 565 km2                     | 2%           | 2%             | Pomeranian Voivodeship (Soldauer Ländchen)    | [ 24 ] |
| إلى ليتوانيا                                     | 2,828 km2                   | 8%           | 7%             | منطقة كلايبيدا                                |        |
| إلىبروسيا الشرقية (داخل جمهورية فايمار ألمانيا)  | 33,609 km2                  | 90%          | 91%            | بروسيا الشرقية                                |        |
| بوسن                                             | 28,992 km2                  | 100%         | 2.099.831      | مقسمة بين:                                    |        |
| إلى بولندا                                       | 26,111 km2                  | 90%          | 93%            | Poznań Voivodeship                            |        |
| إلى المانيا                                      | 2,881 km2                   | 10%          | 7%             | Posen-West Prussia                            | [ 25 ] |
| سيليزيا السفلى                                   | 27,105 km2                  | 100%         | 3.017.981      | مقسمة بين:                                    |        |
| إلى بولندا                                       | 526 km2                     | 2%           | 1%             | Poznań Voivodeship (Niederschlesiens Ostmark) | [ 29 ] |
| إلى ألمانيا                                      | 26,579 km2                  | 98%          | 99%            | Province of Lower Silesia                     |        |
| سيليزيا العليا                                   | 13,230 km2                  | 100%         | 2.207.981      | مقسمة بين:                                    |        |
| إلى بولندا                                       | 3,225 km2                   | 25%          | 41%            | Silesian Voivodeship                          | [ 31 ] |
| إلى تشيكوسلوفاكيا                                | 325 km2                     | 2%           | 2%             | Hlučín Region                                 |        |
| إلى ألمانيا                                      | 9,680 km2                   | 73%          | 57%            | Province of Upper Silesia                     |        |
| المجموع                                          | 131,909 km2                 | 100%         | 11.093.442     | مقسمة بين:                                    |        |
| إلى بولندا                                       | 46,327 km2                  | 35%          | 35%            | الجمهورية البولندية الثانية                   | [ 32 ] |
| إلى ليتوانيا                                     | 2,828 km2                   | 2%           | 2%             | منطقة كلايبيدا                                |        |
| إلى مدينة دانزيغ الحرة                           | 1,966 km2                   | 2%           | 3%             | مدينة دانزيغ الحرة                            |        |
| إلىتشيكوسلوفاكيا                                 | 325 km2                     | 0%           | 0%             | سيليزيا التشيكية                              |        |
| إلى ألمانيا                                      | 80,463 km2                  | 61%          | 60%            | دولة بروسيا الحرة                             |        |

### الضم الألماني لمنطقة Hultschin وإقليم ميمللاند

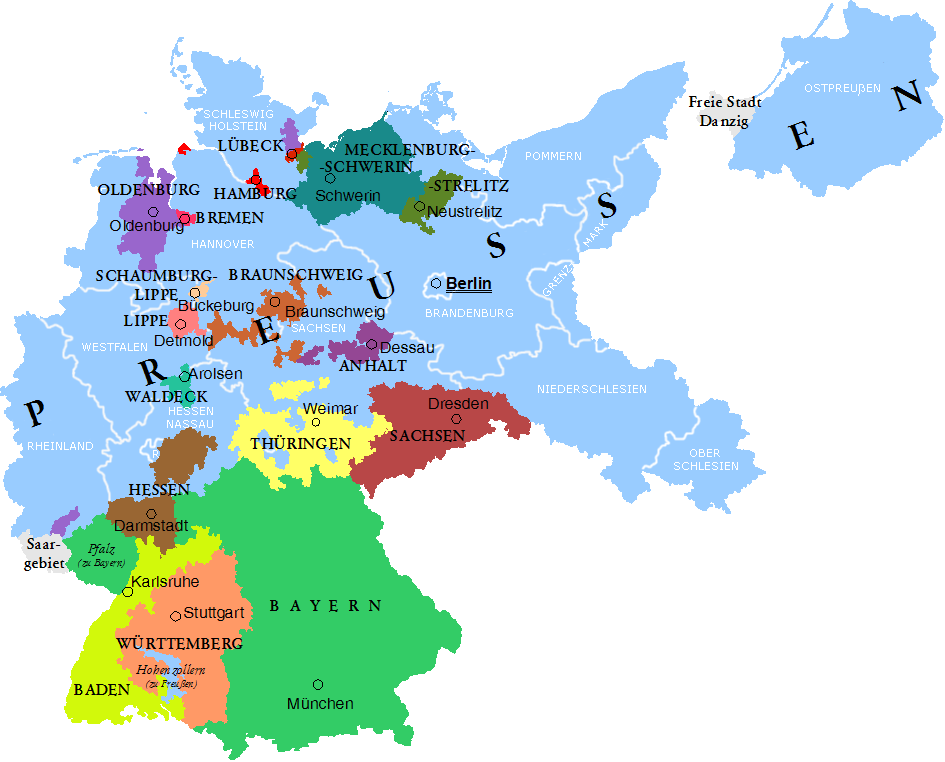
جمهورية فايمار في ألمانيا في عام 1925. اعتادت جميع أراضي ألمانيا السابقة تقريبًا أن تكون جزءًا من ولاية بروسيا التاريخية باستثناء منطقة صغيرة حول ريشيناو في ساكسن (الآن بوجاتينيا) التي تنتمي إلى ولاية ساكسونيا التاريخية.

تم التنازل في أكتوبر 1938 عن منطقة هلوتشين (Hlučínsko في جمهورية التشيك، Hultschiner Ländchen باللغة الألمانية) من منطقة مورافيا-سيليزيا تم التنازل عنها لتشيكوسلوفاكيا بموجب معاهدة فرساي تم ضمها من قبل الرايخ الثالث كجزء من المناطق التي فقدتها تشيكوسلوفاكيا وفقا ل ميونيخ اتفاق. ومع ذلك، فإنه يختلف عن المجالات التشيكوسلوفاكية المفقودة الأخرى، لم يكن مرتبطًا بـ Sudetengau (المنطقة الإدارية التي تغطي السوديت) ولكن بروسيا (سيليزيا العليا).
بحلول أواخر عام 1938، فقدت ليتوانيا السيطرة على الوضع في إقليم ميميل. في الساعات الأولى من يوم 23 مارس 1939، بعد إنذار سياسي تسبب في سفر وفد ليتواني إلى برلين، وقّع وزير الشؤون الخارجية الليتواني خوزاس أوربسيس ونظيره الألماني يواكيم فون ريبنتروب معاهدة وقف أراضي ميميل إلى ألمانيا في استبدال المنطقة الحرة الليتوانية في ميناء ميميل باستخدام التسهيلات التي أقيمت في السنوات السابقة.
في فترة ما بين الحربين العالميتين، أجرت الإدارة الألمانية، فايمار ونازي، حملة ضخمة لإعادة تسمية الآلاف من الأسماء المستعارة، لإزالة الأسماء من أصل بولندي وليتواني وبروسي.

### الاحتلال الألماني لبولندا في الحرب العالمية الثانية، 1939-1945

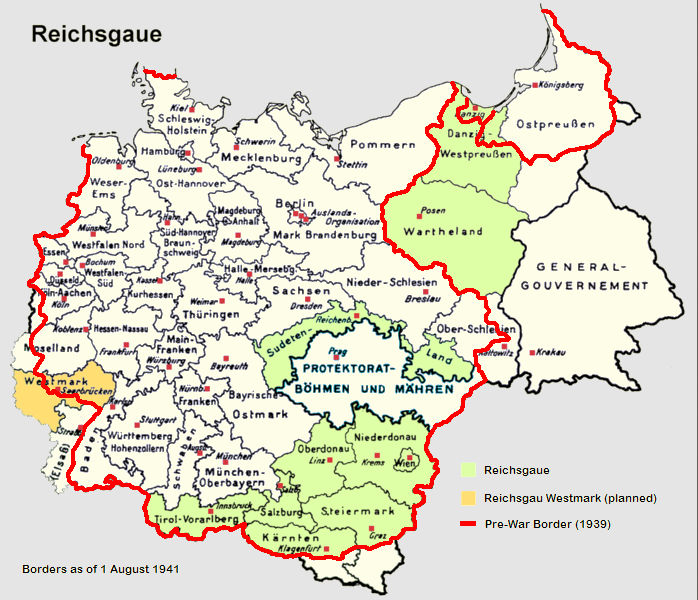
خريطة Reichsgaue في عام 1941

بين الحربين العالميتين، ادعى الكثيرون في ألمانيا أنه يجب إعادة الأراضي التي تم التنازل عنها إلى بولندا في 1919-1922 إلى ألمانيا. كان هذا الادعاء أحد المبررات للغزو الألماني لبولندا في عام 1939، بشرت ببداية الحرب العالمية الثانية. ضم الرايخ الثالث الأراضي الألمانية السابقة ومنها «الممر البولندي» وبروسيا الغربية ومقاطعة بوسن وأجزاء من شرق سيليزيا العليا. صوت مجلس مدينة دانزيج الحرة ليصبح جزءًا من ألمانيا مرة أخرى، على الرغم من حرمان البولنديين واليهود من حقوقهم في التصويت وتم حظر جميع الأحزاب السياسية غير النازية. بالإضافة إلى الاستيلاء على الأراضي المفقودة في عام 1919، استولت ألمانيا أيضًا على أراضي إضافية لم تكن أبدًا ألمانيا.
قام المرسومان الصادران عن أدولف هتلر (8 أكتوبر و12 أكتوبر 1939) بتقسيم المناطق الملحقة في بولندا إلى وحدات إدارية:
كان لهذه المناطق مساحة 94000 كم 2 ويبلغ عدد سكانها 10000000 نسمة.
تم ضم بقية الأراضي البولندية من قبل الاتحاد السوفيتي (انظر حلف مولوتوف - ريبنتروب) أو تم تحويله إلى منطقة الاحتلال الحكومية العامة التي تسيطر عليها ألمانيا.
بعد الهجوم الألماني على الاتحاد السوفيتي في يونيو 1941، تم الاستيلاء على منطقة بياليستوك، التي ضمت بياليستوك وBielsk وبودلاسكي وGrajewo ولومزا وSokółka وVolkovysk وغرودنو، في حين أن غاليسيا الشرقية (مقاطعة غاليسيا) والتي شملت مدن لوو وستانيسلووف وتارنوبول أصبحت جزءًا من الحكومة العامة.

### مؤتمر يالطا
القرار النهائي بنقل الحدود البولندية غربًا اتخذته الولايات المتحدة والمملكة المتحدة والاتحاد السوفيتي في مؤتمر يالطا في فبراير 1945، قبل وقت قصير من نهاية الحرب. تم ترك الموقع الدقيق للحدود مفتوحًا؛ قبل الحلفاء الغربيون عمومًا مبدأ نهر أودر باعتباره الحدود الغربية المستقبلية لبولندا ونقل السكان كطريقة لمنع النزاعات الحدودية المستقبلية. كان السؤال المفتوح هو ما إذا كان ينبغي أن تتبع الحدود نهري نيس الشرقية أو اللوساتية، وما إذا كان شتشين، الميناء البحري التقليدي لبرلين، ينبغي أن يظل ألمانيا أو يتم تضمينه في بولندا.
في الأصل، كانت ألمانيا ستحتفظ بشتشين بينما كان البولنديون يربطون بروسيا الشرقية بكونيجسبيرج. في النهاية، قرر ستالين أنه يريد أن يكون كونيجسبيرج كميناء للمياه الدافئة على مدار العام للبحرية السوفيتية، وجادل بأن البولنديين يجب أن يقبلو بشتشن بدلاً من ذلك. لم يكن لدى الحكومة البولندية زمن الحرب في المنفى الكثير لتقوله بشأن هذه القرارات.

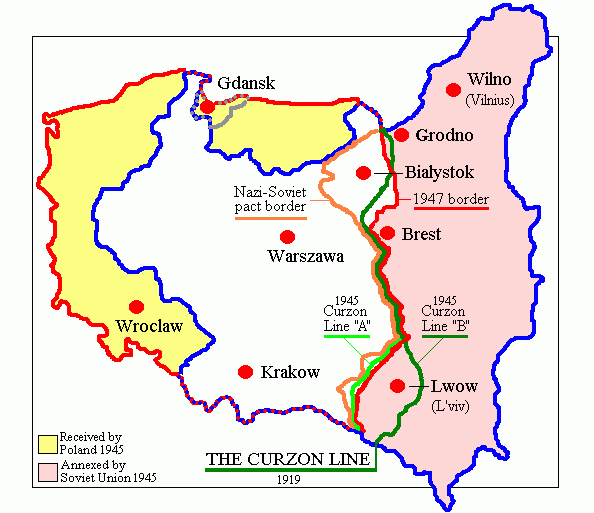
حدود بولندا القديمة والجديدة، 1945

في مؤتمر يالطا، تم الاتفاق على تقسيم ألمانيا إلى أربع مناطق احتلال بعد الحرب، وتقاسم برلين بين الأربعة حلفاء، قبل توحيد ألمانيا. نوقش وضع بولندا، ولكنها أصبحت معقدة من حقيقة أن بولندا كانت في هذا الوقت تحت سيطرة الجيش الأحمر. تم الاتفاق على إعادة تنظيم الحكومة البولندية المؤقتة التي أنشأها الجيش الأحمر من خلال إشراك مجموعات أخرى مثل الحكومة البولندية المؤقتة للوحدة الوطنية وإجراء انتخابات ديمقراطية. استبعد هذا فعليا الحكومة البولندية في المنفى التي تم إجلاؤها في عام 1939. تم الاتفاق على أن الحدود الشرقية البولندية ستتبع خط كورزون وستحصل بولندا على تعويض إقليمي كبير في الغرب من ألمانيا، على الرغم من أن الحدود الدقيقة ستحدد في وقت لاحق. وكان من المقرر تشكيل «لجنة تقسيم ألمانيا». كان الهدف هو تحديد ما إذا كان سيتم تقسيم ألمانيا إلى ست دول، وإذا كان الأمر كذلك، فما هي الحدود والعلاقات المتبادلة بين الدول الألمانية الجديدة. [بحاجة لمصدر]

### اتفاق بوتسدام، 1945
فقدت ألمانيا فيما بعد أراضيها شرق خط أودر-نيس في نهاية الحرب في عام 1945، عندما تم سحب الاعتراف الدولي بحقها في الولاية القضائية على أي من هذه المناطق.

بعد الحرب العالمية الثانية، على النحو المتفق عليه في مؤتمر بوتسدام (الذي انعقد في الفترة من 17 يوليو حتى 2 أغسطس 1945)، جميع المناطق الواقعة شرق خط أودر - نيسي، سواء اعترف بها المجتمع الدولي كجزء من ألمانيا حتى عام 1939 أو احتلت من قبل ألمانيا خلال الحرب العالمية الثانية، وضعت تحت ولاية بلدان أخرى.
The Conference examined a proposal by the Soviet Government to the effect that pending the final determination of territorial questions at the peace settlement, the section of the western frontier of the Union of Soviet Socialist Republics which is adjacent to the Baltic Sea should pass from a point on the eastern shore of the Bay of Danzig to the east, north of Braunsberg-Goldap, to the meeting point of the frontiers of Lithuania, the Polish Republic and East Prussia.
The Conference has agreed in principle to the proposal of the Soviet Government concerning the (ultimate) transfer to the Soviet Union of the City of Koenigsberg and the area adjacent to it as described above subject to expert examination of the actual frontier.
...
The British and United States Governments have taken measures to protect the interest of the Polish Provisional Government of National Unity as the recognized government of the Polish State in the property belonging to the Polish State located in their territories and under their control, whatever the form of this property may be.
...
In conformity with the agreement on Poland reached at the مؤتمر يالطا the three Heads of Government have sought the opinion of the Polish Provisional Government of National Unity in regard to the accession of territory in the north and west which Poland should receive. The President of the National Council of Poland and members of the Polish Provisional Government of National Unity have been received at the Conference and have fully presented their views. The three Heads of Government reaffirm their opinion that the final تعيين حدودي of the western frontier of Poland should await the peace settlement.
 وافق الحلفاء أيضًا على: 
 لأنه على حد تعبير وينستون تشرشل
 كانت مشكلة وضع هذه المناطق هي أن اتفاقية بوتسدام لم تكن معاهدة ملزمة قانونًا، بل كانت مذكرة بين الاتحاد السوفيتي والولايات المتحدة والمملكة المتحدة. نظمت مسألة الحدود الألمانية الشرقية، التي كان من المفترض أن تكون خط أودر - نايسه، ولكن المادة الأخيرة من المذكرة قالت إن القرارات النهائية المتعلقة بألمانيا تخضع لمعاهدة سلام منفصلة؛ حيث التزم الحلفاء الثلاثة الموقعين أنفسهم باحترام شروط المذكرة. وبالتالي، طالما بقيت قوى الحلفاء الأربعة ملتزمة ببروتوكولات بوتسدام، فبدون موافقة ألمانيا على حدود خط أودر - نايسه، لن تكون هناك معاهدة سلام ولا إعادة توحيد ألمانية. تم توقيع هذه المعاهدة في عام 1990 باعتبارها معاهدة التسوية النهائية فيما يتعلق بألمانيا. 

## بعد الحرب العالمية الثانية
بعد الحرب، كان ما يسمى «المسألة الألمانية» عاملاً هامًا في تاريخ ألمانيا والسياسة الأوروبية ما بعد الحرب. أثر الجدل على سياسات الحرب الباردة والدبلوماسية ولعب دورا هاما في المفاوضات المؤدية إلى إعادة توحيد ألمانيا في عام 1990. في عام 1990، اعترفت ألمانيا رسمياً بحدودها الشرقية الحالية وقت إعادة توحيدها في معاهدة التسوية النهائية فيما يتعلق بألمانيا، منهيةً أي مطالبات متبقية بالسيادة قد تكون لألمانيا على أي منطقة شرق خط أودر - نايسه.
بين عامي 1945 و1970، أشارت حكومة ألمانيا الغربية إلى هذه المناطق بأنها "أقاليم ألمانية سابقة بشكل مؤقت تحت الإدارة البولندية والسوفياتية". تم استخدام هذه المصطلحات فيما يتعلق بأراضي شرق ألمانيا داخل حدود ألمانيا عام 1937، واستندت إلى المصطلحات المستخدمة في اتفاقية بوتسدام. تم استخدامه فقط من قبل جمهورية ألمانيا الاتحادية. لكن الحكومتين البولندية والسوفيتية اعترضت على التضمين الواضح بأن هذه المناطق يجب أن تعود يومًا ما إلى ألمانيا. فضلت الحكومة البولندية استخدام عبارة " الأراضي المسترجعة"، مؤكدة نوعًا من الاستمرارية لأن أجزاء من هذه المناطق حكمت سابقًا من قبل البولنديين العرقيين.

### طرد الألمان وإعادة التوطين

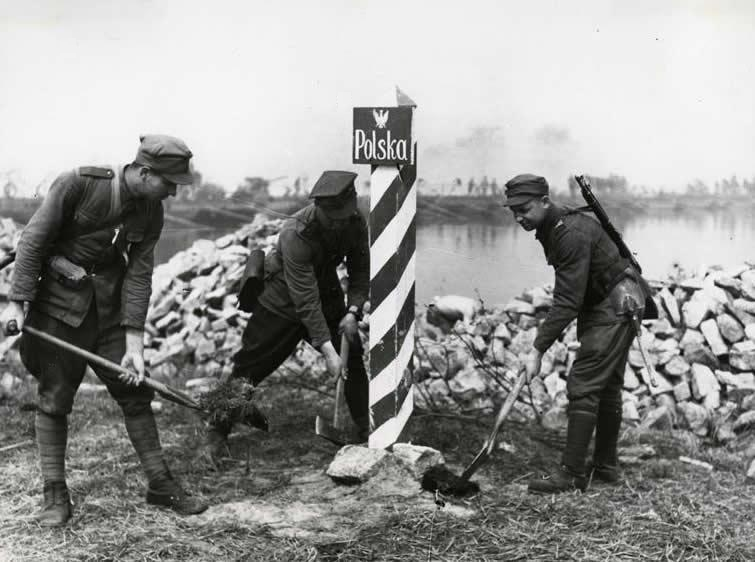
بمناسبة الحدود البولندية الألمانية الجديدة في عام 1945.

مع التقدم السريع للجيش الأحمر في شتاء 1944 – 1945، قامت السلطات الألمانية بإجلاء العديد من الألمان إلى الغرب من خط أودر - نايسه. الغالبية العظمى من السكان الناطقين بالألمانية إلى الشرق من خط أودر – نايسه (حوالي 10 ملايين نسمة في ostgebiete وحدها) التي لم يتم إجلاؤها بالفعل تم طردها. على الرغم من أن المصادر الألمانية السابقة ذكرت في فترة ما بعد الحرب في كثير من الأحيان أن عدد الألمان الذين تم إجلاؤهم وطردهم يبلغ 16 مليون وعدد القتلى بين 1.7  و 2.5 مليون،  اليوم، يعتبر بعض المؤرخين أن هذه الأرقام مبالغ فيها وعلى الأرجح في حدود ما بين 400000 و600000. تشير بعض التقديرات الحالية إلى أن عدد اللاجئين الألمان بلغ 14 مليون، منهم حوالي نصف مليون ماتوا أثناء عمليات الإخلاء والطرد.
وفي الوقت نفسه، استقر البولنديون من وسط بولندا، والبولنديين المطرودين من شرق بولندا السابق، والعائدين البولنديين من الاعتقال والعمل القسري، والأوكرانيين الذين أعيد توطينهم قسراً في «عملية فيستولا»، واستقر الناجون من اليهود من الهولوكوست في الأراضي الألمانية التي اكتسبتها بولندا، في حين استولت بولندا على الشمال تحولت بروسيا الشرقية (كالينينغراد أوبلاست التي اكتسبها الاتحاد السوفياتي) إلى منطقة عسكرية واستقرت بعد ذلك مع الروس.

### أصول سكان ما بعد الحرب من المناطق التي ضمتها بولندا
أثناء الإحصاء البولندي لما بعد الحرب في ديسمبر 1950، تم جمع بيانات حول أماكن إقامة سكان ما قبل الحرب اعتبارًا من أغسطس 1939. في حالة الأطفال المولودين بين سبتمبر 1939 وديسمبر 1950، تم الإبلاغ عن مكان إقامتهم بناءً على أماكن إقامة أمهاتهم قبل الحرب. بفضل هذه البيانات، من الممكن إعادة بناء الأصل الجغرافي لما قبل الحرب لسكان ما بعد الحرب في المناطق المستردة من بولندا. أعيد توطين العديد من المناطق الواقعة بالقرب من الحدود الألمانية قبل الحرب من قبل أشخاص من المناطق الحدودية المجاورة لبولندا قبل الحرب. على سبيل المثال، كاشوبيون من قبل الحرب البولندية ممر استقروا في مناطق قريبة من الألمانية كروا المجاورة لبوميرانيا البولندية. استقر أناس من منطقة بوزنان في بولندا قبل الحرب في شرق براندنبورغ. انتقل الناس من شرق سيليزيا العليا إلى بقية سيليزيا. والناس من مسفيا ومن Sudovia انتقلت إلى مازوريا المجاورة. البولنديون الذين طردوا من الأراضي البولندية السابقة في الشرق (اليوم بشكل رئيسي أجزاء من أوكرانيا وبيلاروسيا وليتوانيا) استقروا بأعداد كبيرة في كل مكان في الأراضي المستعادة (لكن العديد منهم استقروا أيضًا في وسط بولندا).
| المنطقة (ضمن حدود 1939):                              | غرب سيليزيا العليا | سيليزيا السفلى | شرق براندنبورغ | بوميرانيا الغربية | Free City Danzig | South East Prussia | Total     |
| ----------------------------------------------------- | ------------------ | -------------- | -------------- | ----------------- | ---------------- | ------------------ | --------- |
| سكان أصليون (1939 ألمانيا النازية/مدينة دانزيغ الحرة) | 789,716            | 120,885        | 14,809         | 70,209            | 35,311           | 134,702            | 1,165,632 |
| Polish expellees from Kresy (USSR)                    | 232,785            | 696,739        | 187,298        | 250,091           | 55,599           | 172,480            | 1,594,992 |
| Poles from abroad except the USSR                     | 24,772             | 91,395         | 10,943         | 18,607            | 2,213            | 5,734              | 153,664   |
| Resettlers from the City of Warsaw                    | 11,333             | 61,862         | 8,600          | 37,285            | 19,322           | 22,418             | 160,820   |
| From Warsaw region (Masovia)                          | 7,019              | 69,120         | 16,926         | 73,936            | 22,574           | 158,953            | 348,528   |
| From Białystok region and Sudovia                     | 2,229              | 23,515         | 3,772          | 16,081            | 7,638            | 102,634            | 155,869   |
| From pre-war Polish Pomerania                         | 5,444              | 54,564         | 19,191         | 145,854           | 72,847           | 83,921             | 381,821   |
| Resettlers from Poznań region                         | 8,936              | 172,163        | 88,427         | 81,215            | 10,371           | 7,371              | 368,483   |
| Katowice region (East Upper Silesia)                  | 91,011             | 66,362         | 4,725          | 11,869            | 2,982            | 2,536              | 179,485   |
| Resettlers from the City of Łódź                      | 1,250              | 16,483         | 2,377          | 8,344             | 2,850            | 1,666              | 32,970    |
| Resettlers from Łódź region                           | 13,046             | 96,185         | 22,954         | 76,128            | 7,465            | 6,919              | 222,697   |
| Resettlers from Kielce region                         | 16,707             | 141,748        | 14,203         | 78,340            | 16,252           | 20,878             | 288,128   |
| Resettlers from Lublin region                         | 7,600              | 70,622         | 19,250         | 81,167            | 19,002           | 60,313             | 257,954   |
| Resettlers from Kraków region                         | 60,987             | 156,920        | 12,587         | 18,237            | 5,278            | 5,515              | 259,524   |
| Resettlers from Rzeszów region                        | 23,577             | 110,188        | 13,147         | 57,965            | 6,200            | 47,626             | 258,703   |
| place of residence in 1939 unknown                    | 36,834             | 26,586         | 5,720          | 17,891            | 6,559            | 13,629             | 107,219   |
| Total pop. in December 1950                           | 1,333,246          | 1,975,337      | 444,929        | 1,043,219         | 292,463          | 847,295            | 5,936,489 |

### علاقات تقارب
في سبعينيات القرن العشرين، تبنت ألمانيا الغربية السياسة الشرقية الجديدة في العلاقات الخارجية، التي سعت لتطبيع العلاقات مع جيرانها من خلال الاعتراف بحقائق النظام الأوروبي في ذلك الوقت، والتخلي عن عناصر مذهب هالشتاين. كما تخلت ألمانيا الغربية في الوقت الحالي عن مطالباتها فيما يتعلق بتقرير المصير الألماني وإعادة توحيده، مع الاعتراف بوجود جمهورية ألمانيا الديمقراطية (GDR)؛ وصلاحية خط أودور-نايسه في القانون الدولي. "  كجزء من هذا النهج الجديد، أبرمت ألمانيا الغربية معاهدات الصداقة مع الاتحاد السوفيتي (معاهدة موسكو (1970))، بولندا (معاهدة وارسو (1970))، ألمانيا الشرقية (المعاهدة الأساسية (1972)) وتشيكوسلوفاكيا (معاهدة براغ (1973))؛ وشارك في وثيقة هلسنكي الختامية (1975). ومع ذلك، واصلت ألمانيا الغربية هدفها طويل الأجل لتحقيق إعادة توحيد ألمانيا الشرقية وألمانيا الغربية وبرلين ؛ وأكدت أن اعترافها الرسمي بحدود ألمانيا بعد الحرب سيحتاج إلى تأكيد من جانب ألمانيا الموحدة في سياق التسوية النهائية للحرب العالمية الثانية. استمر بعض المعلقين من ألمانيا الغربية في التأكيد على أنه لا ينبغي اعتبار معاهدة زغورزيليك ولا معاهدة وارسو ملزمة لمستقبل ألمانيا الموحدة؛ وإن كانت هذه التحفظات مخصصة للاستهلاك السياسي المحلي، والحجج المقدمة لدعمها ليس لها أي مضمون في القانون الدولي.

## الوضع الحالي

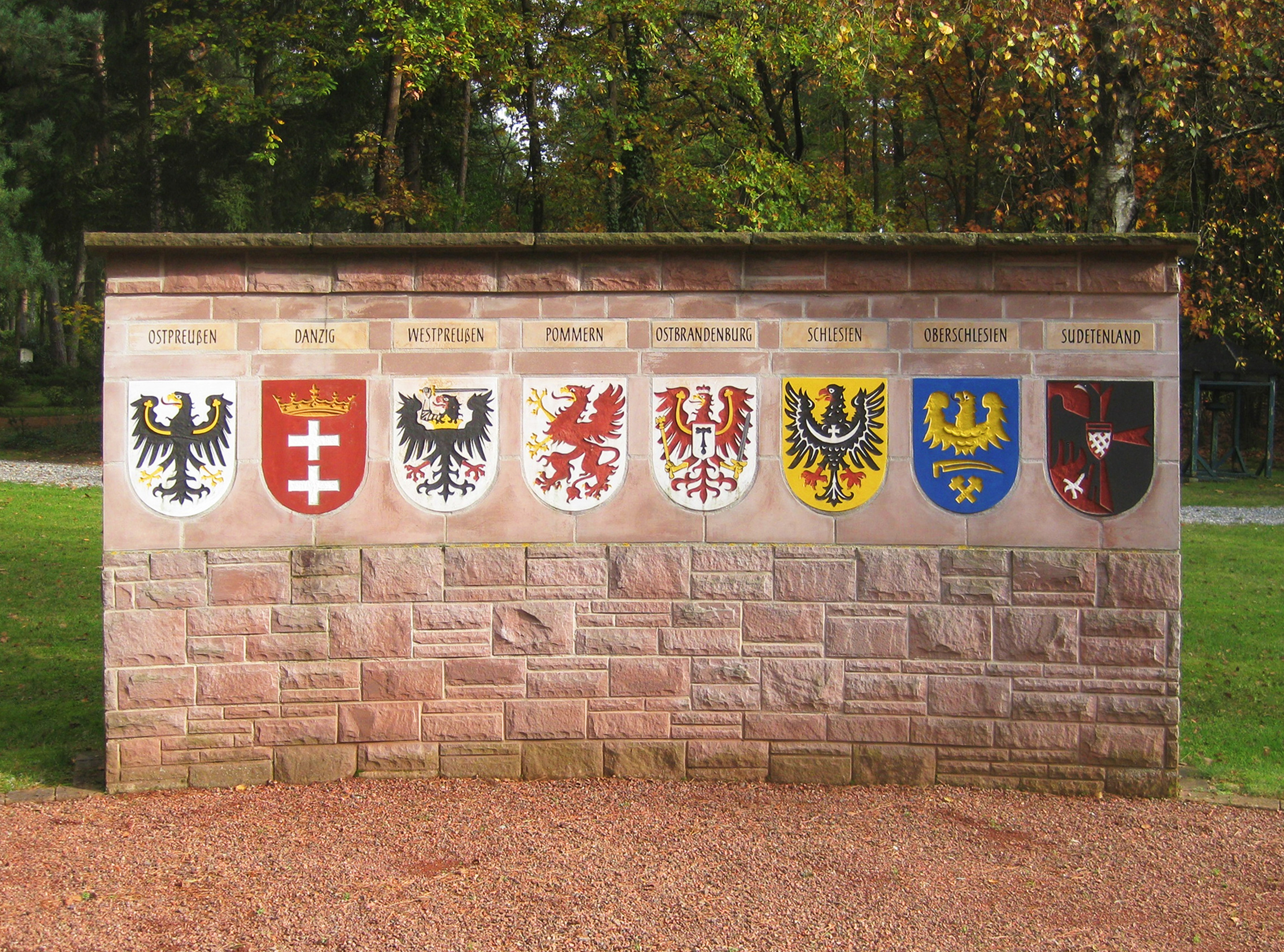
نصب إكسللي التذكاري، يظهر شعار النبالة في بروسيا الشرقية ودانزيغ وبروسيا الغربية وبوميرانيا وبراندنبورغ (شرق براندنبورغ) وسيلسيا وسيليزيا العليا وسودنلاند (النمساوية في الأصل). بوزن غير المدرجة. تاريخيا، لم يكن شعار الأسلحة هذا موجودا في نفس الوقت. [ بحاجة لمصدر ]

بمرور الوقت، تم تجاهل «المسألة الألمانية» جراء عدد من الظواهر ذات الصلة:
- بمرور الوقت أنخفض عدد الأشخاص الذين لديهم تجربة مباشرة في العيش في هذه المناطق الخاضعة للولاية القضائية الألمانية.
- في معاهدة التسوية النهائية فيما يتعلق بألمانيا، تخلت ألمانيا عن جميع المطالبات المتعلقة بالأراضي الواقعة شرق خط أودر - نيس. تكرر اعتراف ألمانيا بالحدود في معاهدة الحدود الألمانية البولندية في 14 نوفمبر 1990. صاغت كلتا الدولتين الألمانيتين المعاهدات وصدقت عليها في عام 1991 كألمانيا الموحدة.
- مكّن توسع الاتحاد الأوروبي نحو الشرق في عام 2004 أي ألماني يرغب في العيش والعمل في بولندا، أي شرق خط أودر - نيس، من القيام بذلك دون الحاجة إلى تصريح. أصبح المهاجرون واللاجئون الألمان أحراراً في زيارة منازلهم السابقة والإقامة فيها، رغم وجود بعض القيود المفروضة على شراء الأراضي والمباني.
- دخلت بولندا منطقة شنغن في 21 ديسمبر 2007، مما أدى إلى إزالة جميع الضوابط الحدودية على حدودها مع ألمانيا.

بموجب المادة 1 من معاهدة التسوية النهائية، التزمت ألمانيا الموحدة الجديدة بالتخلي عن أي مطالبات إقليمية أخرى تتجاوز حدود ألمانيا الشرقية وألمانيا الغربية وبرلين؛ «ليس لدى ألمانيا الموحدة مطالبات إقليمية من أي نوع كانت ضد دول أخرى ولن تؤكد ذلك في المستقبل». علاوة على ذلك، كان من الضروري تعديل القانون الأساسي للجمهورية الفيدرالية بحيث ينص صراحة على أن التوحيد الألماني الكامل قد تحقق الآن، بحيث أصبحت الدولة الألمانية الجديدة تضم جميع اجزاء ألمانيا بأكملها، وأنه ينبغي إزالة جميع الآليات الدستورية التي يمكن بموجبها إزالة أي مناطق دستورية. خارج تلك الحدود، يمكن قبولها لاحقًا؛ هذه المواد الدستورية الجديدة ملزمة بموجب معاهدة لا يمكن إلغاؤها. ألغيت المادة 23 من القانون الأساسي، مما أغلق إمكانية أي دولة أخرى تقديم طلب للحصول على عضوية الجمهورية الاتحادية؛ في حين تم تعديل المادة 146 لتعلن صراحة أن أراضي الجمهورية الموحدة حديثًا تشمل الشعب الألماني بأكمله؛ «هذا القانون الأساسي، الذي يسري منذ تحقيق وحدة ألمانيا وحريتها على الشعب الألماني بأسره، يجب أن يطبق في اليوم الذي يبدأ فيه سريان دستور يتبناه بحرية الشعب الألماني». تم تأكيد ذلك في إعادة صياغة الديباجة عام 1990؛ «الألمان .. لقد حققوا وحدة وحرية ألمانيا والحق في تقرير المصير الحر. ينطبق هذا القانون الأساسي على الشعب الألماني بأكمله». بدلاً من المادة 23 السابقة (التي تم بموجبها تم قبول دول ألمانيا الشرقية)، حددت المادة 23 الجديدة الوضع الدستوري لانضمام الجمهورية الاتحادية إلى الاتحاد الأوروبي؛ وبالتالي مع انضمام بولندا لاحقًا إلى الاتحاد الأوروبي، تم تعزيز الشريط الدستوري بشأن متابعة أي مطالبة بأراضي خارج خط أودر-نيس. قد يُزعم أن الرايخ الألماني السابق قد استمر في الوجود داخل «ألمانيا ككل»، فإن أراضي ألمانيا الشرقية السابقة في بولندا وروسيا تُستبعد الآن بشكل نهائي ودائم من أن تتحد مجددًا مع ألمانيا.
خلال إعادة توحيد ألمانيا، قبلت المستشارة هيلموت كول التغييرات الإقليمية التي حدثت بعد الحرب العالمية الثانية، مما أثار بعض الغضب بين اتحاد المطرودين، بينما كان بعض البولنديين قلقين بشأن احتمال إحياء الصدمة التي أصابتهم عام 1939 من خلال «غزو ألماني ثانٍ»، كانت المخاوف هذه المرة مع إعادة ارلء األمان ش راضيهم مرة أخرى، والتي كانت متوفرة بثمن بخس في ذلك الوقت. حدث هذا على نطاق أصغر مما توقعه العديد من البولنديين ، وأصبح ساحل بحر البلطيق في بولندا وجهة سياحية ألمانية شهيرة. بما يعرف الآن باسم «السياحة بالحنين إلى الوطن»، والتي كانت تُعتبر غالبًا عدوانية تمامًا في التسعينيات، على اعتبار أنها جولة حنين لطيفة إلى حد ما بدلاً من تعبير عن الغضب والرغبة في عودة المناطق المفقودة [بحاجة لمصدر] .
تواصلت بعض المنظمات في ألمانيا المطالبة بمناطق ألمانيا أو ممتلكات للمواطنين الألمان. والثقة البروسية (أو جمعية المطالبات البروسية)، التي ربما لديها أقل من مائة عضو،  إعادة فتح أبواب النزاع القديم عندما قامت بتقديم مطالبات فردية في ديسمبر كانون الأول عام 2006 ضد الحكومة البولندية إلى المحكمة الأوروبية لحقوق الإنسان مطالبتا بالتعويض أو إعادة الممتلكات المخصصة لأعضائها في نهاية الحرب العالمية الثانية. أكد تقرير للخبراء بتكليف مشترك من الحكومتين الألمانية والبولندية من متخصصين في القانون الدولي أن الشكاوى المقترحة من الصندوق جمعية المطالبات البروسية لم يكن لها أمل كبير في النجاح. لكن لا يمكن للحكومة الألمانية منع مثل هذه الطلبات المقدمة حيث شعرت الحكومة البولندية أن الطلبات المقدمة عى لسان آنا فوتيجا، وزيرة الشؤون الخارجية البولندية «عبرت عن قلقها العميق عند تلقي المعلومات حول دعوى ضد بولندا ة من جمعية المطالبات البروسية إلى المحكمة الأوروبية لحقوق الإنسان». في 9 أكتوبر 2008، أعلنت المحكمة الأوروبية لحقوق الإنسان أن القضية التي رفعتها جمعية المطالبات البروسية ضد بولندا غير مقبولة ، لأن الاتفاقية الأوروبية لحقوق الإنسان لا تفرض أي التزامات على الدول المتعاقدة لإعادة الممتلكات التي نقلت إليها قبل التصديق على الاتفاقية.
نجح الحزب الوطني الديمقراطي في ألمانيا بوصفه من النازيين الجدد بالفوز بستة مقاعد في البرلمان في مكلنبورغ-فوربومرن في سبتمبر 2006، وأعلن زعيم الحزب، أودو فويت، أن حزبه يطالب ألمانيا بالمطالبة إلى «الحدود التاريخية» وشكك في معاهدات الحدود الحالية.

## الأراضي الشرقية السابقة في التاريخ الألماني
وتشمل الأحداث الهامة من التاريخ الألماني معارك مثل فريدريك الكبير انتصارات الصورة في Mollwitz في 174، Hohenfriedeberg عام 1745، Leuthen (1757) وZorndorf (1758)، وهزائمه في جروس-Jägersdorf في عام 1757 ومعركة كونيرسدورف في عام 1759. مؤرخ نورمان ديفيز يصف Kunersdorf بأنه «أكبر كارثة بروسيا» مرثية الصورة إلى «الإنسانية ذبح من الوهم على مذبح الدم».